# Bronwen Mills
Pour les articles homonymes, voir Bronwen.
Bronwen Mills est une soprano britannique.

## Biographie
Bronwen Mills a fait ses études musicales à l'université de Londres et à la Guildhall School of Music and Drama à Londres après avoir obtenu un baccalauréat en musique du King's College de Londres,,.
Elle a commencé sa carrière avec le Monteverdi Choir de John Eliot Gardiner, puis avec le Schutz Choir et Roger Norrington, l'English Chamber Orchestra et le Scottish Chamber Orchestra,.

## Enseignement
Bronwen Mills est professeur de chant des choristes de l'abbaye de Tewkesbury et enseigne également le chant au Lincoln College d'Oxford et dans d'autres collèges d'Oxford,.

## Répertoire
Son répertoire est varié, allant de la musique baroque (Claudio Monteverdi, Heinrich Schütz, Henry Purcell, William Boyce, Johann Christoph Pepusch) à la musique contemporaine (Philip Glass, Hans Werner Henze) en passant par le classique (Mozart) et le romantisme (Verdi).

## Discographie sélective
Bronwen Mills a contribué à des enregistrements publiés sur les labels Wealden, Opera Rara et Hyperion Records :
- 1982 : Motets For Two Sopranos de Claudio Monteverdi et Heinrich Schütz, avec Elisabeth Priday (soprano), Adam Skeaping (viole de gambe) et Timothy Day (orgue), Wealden WS 191
- 1987 : Emilia di Liverpool et L'Eremitaggio Di Liwerpool avec le Philharmonia Orchestra, dir. David Parry, Opera Rara ORC8
- 1991 : The Beggar's Opera de John Gay (arr. Johann Christoph Pepusch), The Broadside Band, dir. Jeremy Barlow, Hyperion CDA66591/2
- 1992 : Solomon de William Boyce, The Parley of Instruments, dir. Roy Goodman, Hyperion CDA66378